# Sisebut
Sisebut, död 621, var kung i västgotiska riket från 612 till 621.